# Krzysztof Bukiel
Krzysztof Bukiel (ur. 1962 w Szczecinie) – polski lekarz, specjalista chorób wewnętrznych i medycyny rodzinnej, działacz związkowy, publicysta, w latach 1991–2022 przewodniczący Ogólnopolskiego Związku Zawodowego Lekarzy (OZZL).

## Życie prywatne
Urodzony w Szczecinie w rodzinie pielęgniarki i robotnika portowego. W 1980 rozpoczął studia w Pomorskiej Akademii Medycznej, do której został przyjęty bez egzaminów, jako najlepszy absolwent VI Liceum Ogólnokształcącego w Szczecinie. Po zakończeniu studiów w 1986 rozpoczął pracę w szpitalu w Stargardzie, w którym stale pracuje.
Żonaty, żona – Marzena, lekarz alergolog, dwoje dzieci: syn Paweł (ur. 1986), córka Anna (ur. 1995).

## Działalność związkowa i publicystyczna
Założyciel i od 1991 do 2022 przewodniczący Ogólnopolskiego Związku Zawodowego Lekarzy. Jako główny cel swojej działalności deklaruje wprowadzenia w Polsce systemu opieki zdrowotnej opartego na zasadach rynkowych i dobrowolnych ubezpieczeniach zdrowotnych, uznając, że taki system najlepiej zapewni lekarzom odpowiedni poziom wynagrodzeń, możliwości rozwoju zawodowego i właściwy status społeczny, a pacjentom możliwość skutecznego i niezawodnego leczenia. Inicjator powołania Porozumienia Środowisk Medycznych (PŚM) – roboczej grupy profesjonalistów utworzonej w celu opracowania kompleksowej koncepcji Racjonalnego Systemu Opieki ZdrowotnejRp w Polsce (RSOZ) i opartej na nim społecznego projektu ustawy o powszechnym ubezpieczeniu zdrowotnym (2005-2007). Był koordynatorem prac PŚM i współautorem tych projektów.
Jedna z najbardziej wpływowych osób w polskiej służbie zdrowia według magazynu „Puls Medycyny”.
Autor licznych publikacji dotyczących organizacji i finansowania ochrony zdrowia, zamieszczanych w miesięczniku OZZL Lekarz Polski, a następnie w pismach medycznych i w prasie ogólnej. Jest współautorem książek o tematyce związanej z funkcjonowaniem opieki zdrowotnej w Polsce: Dzieje i nadzieje OZZL; W szponach systemu; oraz autorem opracowań Determinacja i upór:15 lat Ogólnopolskiego Związku Zawodowego Lekarzy; 20 lat OZZL: 20 lat walki o prawa lekarzy i racjonalny system opieki zdrowotnej w Polsce; 31-lecie Ogólnopolskiego Związku Zawodowego Lekarzy – Sześciolatka 2016-2022.
Lider akcji protestacyjnych i strajkowych w latach: 1996 i 1997 (rządziła wtedy koalicja SLD-PSL); 1999 i 2000 (AWS-UW); 2006 i 2007 (PiS-Samoobrona-LPR); 2007-2014 (PO); 2014-2023 (PiS).
14 października 2022 w Gdańsku podczas XVI Krajowego Sprawozdawczo-Wyborczego Zjazdu Delegatów Ogólnopolskiego Związku Zawodowego Lekarzy, zrezygnował z kandydowania na kolejną kadencję i przestał pełnić funkcję przewodniczącego OZZL.

## Działalność polityczna i poglądy
Niezrzeszony w żadnej partii politycznej. W 1991 kandydował w wyborach parlamentarnych z listy Kongresu Liberalno-Demokratycznego, w 1997 z listy Unii Prawicy Rzeczypospolitej, w 2005 z listy Platformy Janusza Korwin-Mikke, w 2007 (do Senatu) z ramienia Unii Polityki Realnej w okręgu szczecińskim (uzyskał oficjalne poparcie Stowarzyszenia na rzecz Jednomandatowych Okręgów Wyborczych, Okręgowej Rady Lekarskiej w Szczecinie, Ogólnopolskiego Związku Zawodowego Lekarzy oraz Zachodniopomorskiego Związku Pracodawców Lecznictwa) i w 2011 z listy Prawicy Rzeczypospolitej (razem z UPR), a także w wyborach samorządowych do sejmiku zachodniopomorskiego w 2002 z listy koalicji POPiS jako kandydat Prawa i Sprawiedliwości oraz w 2014 z listy Kongresu Nowej Prawicy.
Otwarcie deklaruje poparcie dla programu: wolnego rynku, ograniczenia fiskalizmu, biurokracji i udziału państwa w gospodarce, ochrony i poparcia tradycyjnych wartości moralnych, rodziny i suwerenności Polski. Popiera wprowadzenie jednomandatowych okręgów wyborczych.
Jest przeciwnikiem karania lekarzy niespełniających ustawowego obowiązku samokształcenia się.